# Oreotlos havelocki
Oreotlos havelocki is een krabbensoort uit de familie van de Leucosiidae. De wetenschappelijke naam van de soort is voor het eerst geldig gepubliceerd in 1906 door Laurie.